# Enno Heyken (Geistlicher)
Enno Heyken (* 17. Februar 1906 in Borkum; † 19. Oktober 1987 in Verden) war ein deutscher lutherischer Geistlicher und Regionalhistoriker.

## Leben
Heykens Vater war erster lutherischer Pastor auf Borkum. Er selbst machte sein Abitur 1926 in Cuxhaven und studierte anschließend evangelische Theologie an den Universitäten Tübingen und Göttingen sowie 1928/29 an der Yale University. 1931 legte er in Göttingen das erste Theologische Examen ab. Seine erste Vikariatsstelle führte ihn an den Dom zu Verden, dem er auch später stets verbunden blieb. Kurzzeitig war er am Stephansstift in Hannover beschäftigt. Nach dem zweiten Theologischen Examen wurde er 1934 Pastor an der Stephanikirche in Goslar. Im Zweiten Weltkrieg war Heyken zunächst als Flaksoldat in Frankreich. Später wurde er Divisionspfarrer an der Ostfront.
Von 1949 bis 1971 war Enno Heyken Pastor an der Peter-Paul-Kirche in Schneverdingen. Seinen Ruhestand verbrachte er in Verden, wo er sich verstärkt der Kirchen-, Kunst- und Regionalgeschichte widmete. Seine Arbeiten trugen ihm über die Grenzen seiner Heimat hinaus wissenschaftliche Anerkennung ein. Neben einer engen Zusammenarbeit mit dem Rotenburger Heimatbund war er Mitglied der Gesellschaft für niedersächsische Kirchengeschichte.

## Veröffentlichungen
- Rotenburg – Kirche, Burg und Bürger. Rotenburg 1966.
- Die Entwicklung von Ottersberg 1190-1195. In: Rotenburger Schriften. Band 24, 1966.
- Studien zur Geschichte des Bistums Verden 1970.
- Untersuchungen zum „Registrum Ecclesiae Verdensis“ und die erste schriftliche Erwähnung des Ortes Buchholz in der Nordheide, in: Buchholzer Jahrbuch 1978/82
- Chroniken der Bischöfe von Verden aus dem 16. Jahrhundert. Hildesheim 1983.
- Die Kirchen im Altkreis Rotenburg. In: Rotenburger Schriften. Band 59, 1983, und Band 60, 1984.
- Die Altäre und Vikarien im Dom zu Verden. Ein Beitrag zur Rechts-, Wirtschafts- und Sozialgeschichte eines mittelalterlichen Sakralraumes. Hildesheim 1990.
- Verschiedene Beiträge im Heimatkalender für den Landkreis Verden, 1977–1986; z. B. Der Levitenstuhl im Verdener Dom, 1986, S. 266–282.